# Hexenei

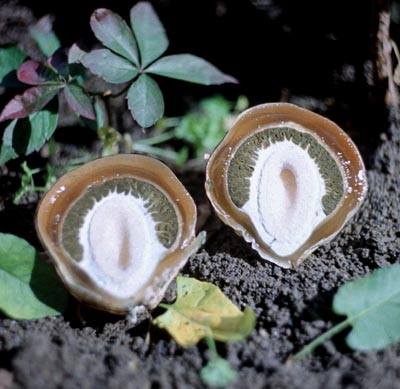
Durchgeschnittenes Hexenei der Gemeinen Stinkmorchel

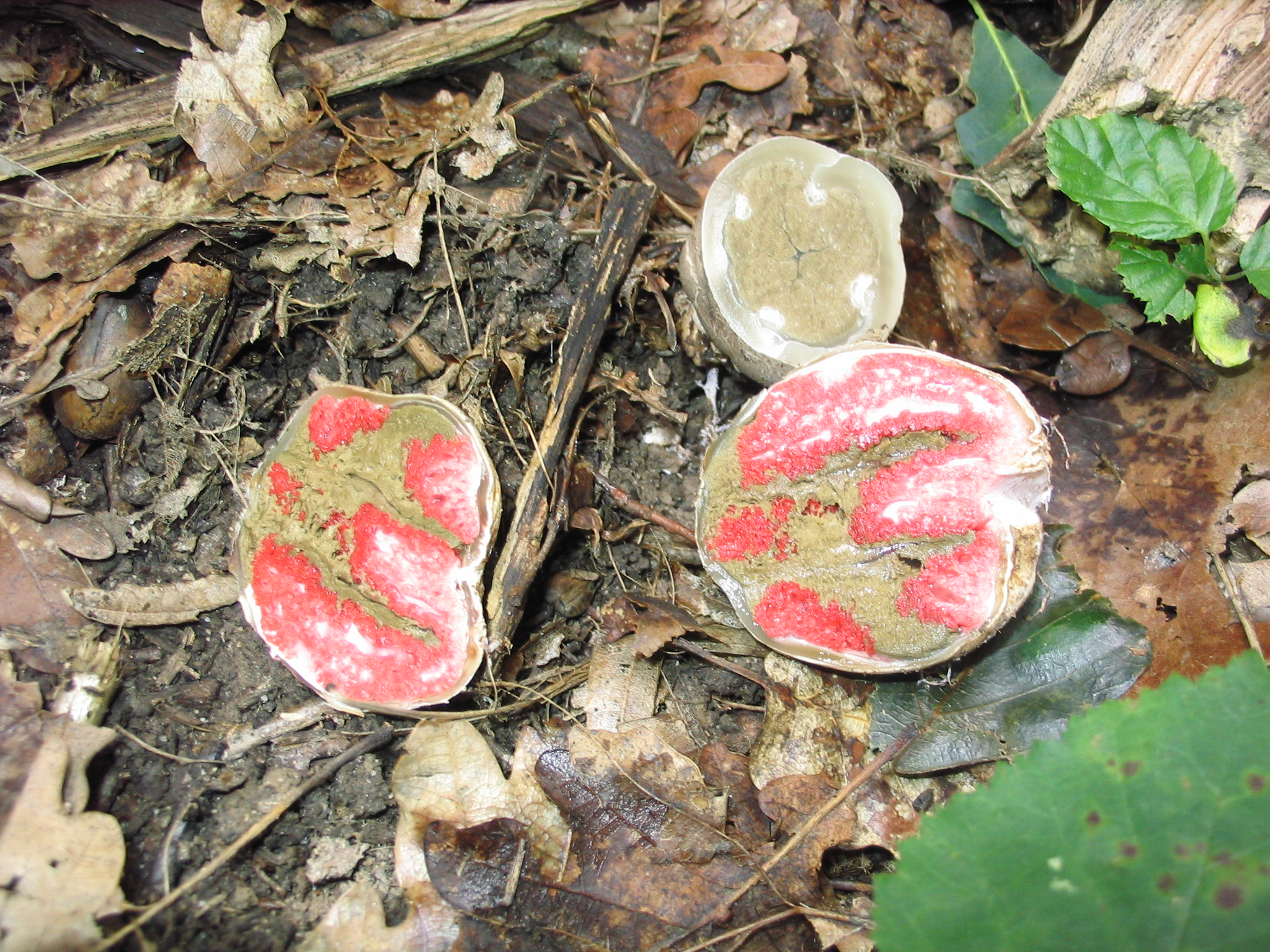
Hexeneier des Tintenfischpilzes

Als Hexenei wird ganz allgemein das spezielle Entwicklungsstadium der  Stinkmorchelartigen (Phallales) bezeichnet, bei dem der Fruchtkörper zunächst als eiförmiges Gebilde heranwächst. Bei der Reifung streckt sich das im Innern liegende Receptaculum, zerreißt die Peridie und hebt die feucht bleibende Sporenmasse (Gleba) heraus. Dieser Vorgang kann sehr schnell erfolgen und ist mit der Abgabe intensiver Gerüche zum Anlocken von Insekten verbunden. Diese Vorgänge in Verbindung mit den oft leuchtenden Farben und den ungewöhnlichen Formen der Fruchtkörper führten zu diversen phantasievollen Bezeichnungen.
Hexeneier kommen vor bei Stinkmorcheln (Phallus), Gitterlingen (Clathrus) und Hundsruten (Mutinus).